# Frida Schytte

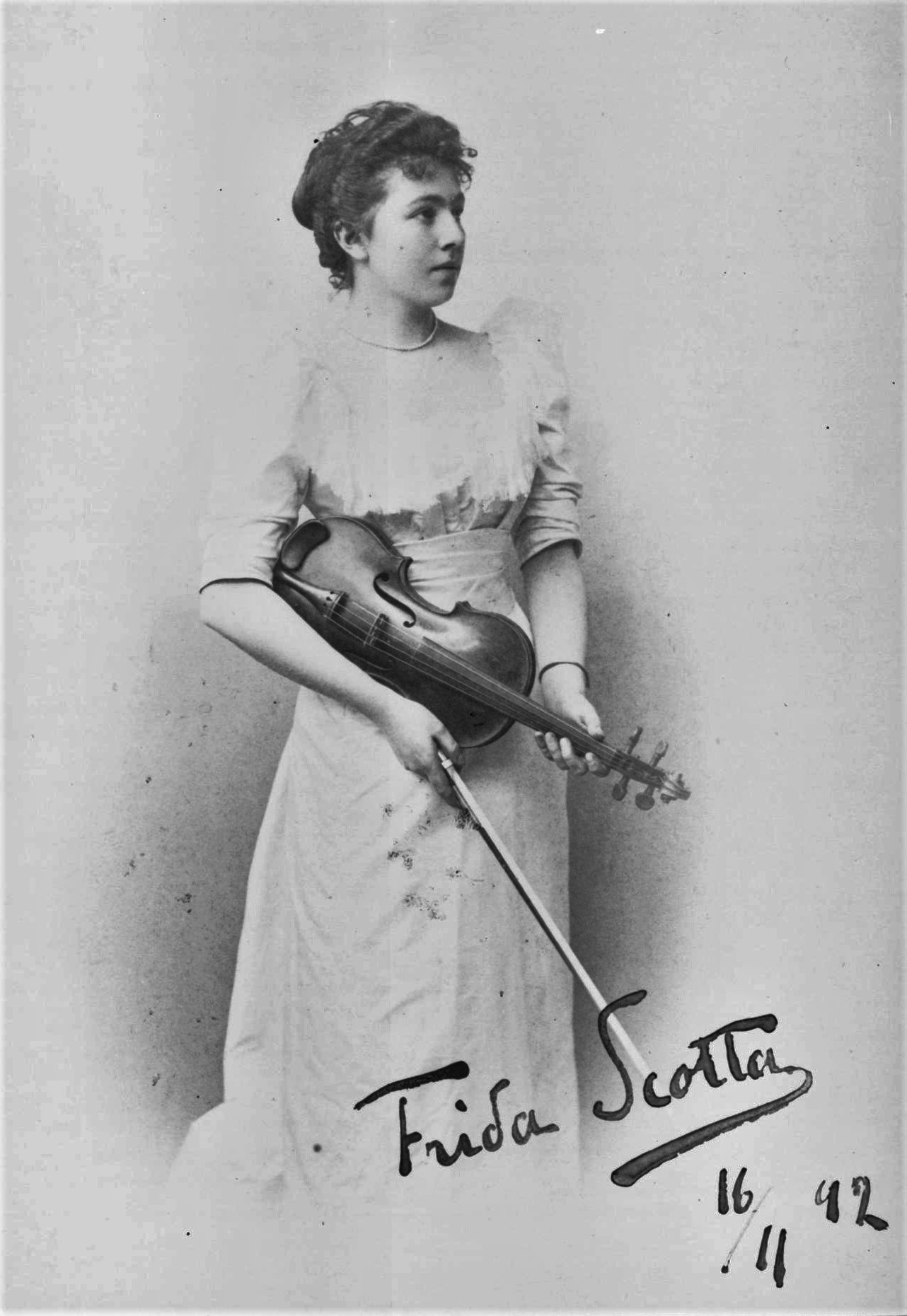
Frida Scotta (1892)

Frida Schytte, född 31 mars 1871 i Köpenhamn, död 29 april 1948 i Ohlstadt, Oberbayern, var en dansk violinist.
Schytte var lärjunge till Ferdinand Stockmarr och Valdemar Tofte, kom 1888 in på Pariskonservatoriet, där hon fullföljde sin utbildning under Joseph Massart och Henri Berthelier och vid avgångsprov 1890 vann första pris med utmärkelse. Hon uppträdde första gången i Köpenhamn 1889 och konserterade från 1891 under artistnamnet Frida Scotta i de stora musikstäderna i Tyskland, Österrike, Storbritannien och Ryssland. Schytte tilldelades medaljen Litteris et Artibus 1897. Samma år ingick hon äktenskap med den tyske målaren Friedrich August von Kaulbach och bosatte sig i München.